# Ferrari 642
Der Ferrari 642 war ein Formel-1-Rennwagen, den die Scuderia Ferrari 1991 in der Formel-1-Weltmeisterschaft einsetzte.

## Entwicklungsgeschichte und Technik
Nach der erfolgreichen Saison 1990, in der die Scuderia mit dem Ferrari 641 beide Titel in der Formel 1 nur knapp verpasste, folgte 1991 mit dem 642 ein Fehlschlag. Die Führung der Scuderia hatte den Fortschritt der Konkurrenz unterschätzt und am neuen Wagen nur wenig gegenüber dem Vorgängermodell geändert. Wie der 641 hatte der 642 ein halbautomatisches 7-Gang-Getriebe, den 65-Grad-V12-Motor und eine Radaufhängung an Doppelquerlenkern mit innenliegenden Federn und Stoßdämpfern, die über Schubstangen betätigt wurden. Nur die Karosserie wurde überarbeitet und der 642 hatte danach bessere aerodynamische Werte als der 641.

## Renngeschichte
Der 642 gab sein Debüt beim Großen Preis der USA mit Alain Prost und Jean Alesi am Steuer. Prost wurde im Rennen zwar Zweiter, aber bei den nächsten Weltmeisterschaftsläufen wurde schnell klar, dass der 642 kein Siegerwagen war. Rasch begann die Scuderia mit der Entwicklung an einer Alternative, dem 643, der ab dem Großen Preis von Frankreich eingesetzt wurde. Neben dem zweiten Rang von Prost in den USA war der dritte Platz von Alesi beim Großen Preis von Monaco die zweite Podiumsplatzierung mit dem 642.

## Galerie

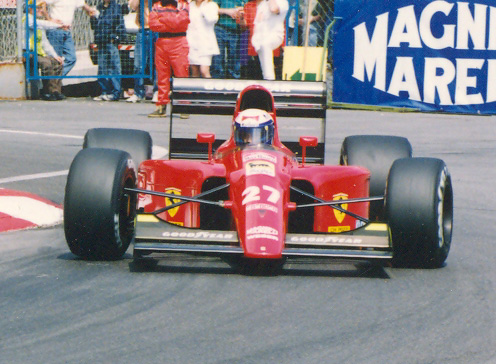
Alain Prost im Ferrari 642, beim Großen Preis von Monaco (1991)
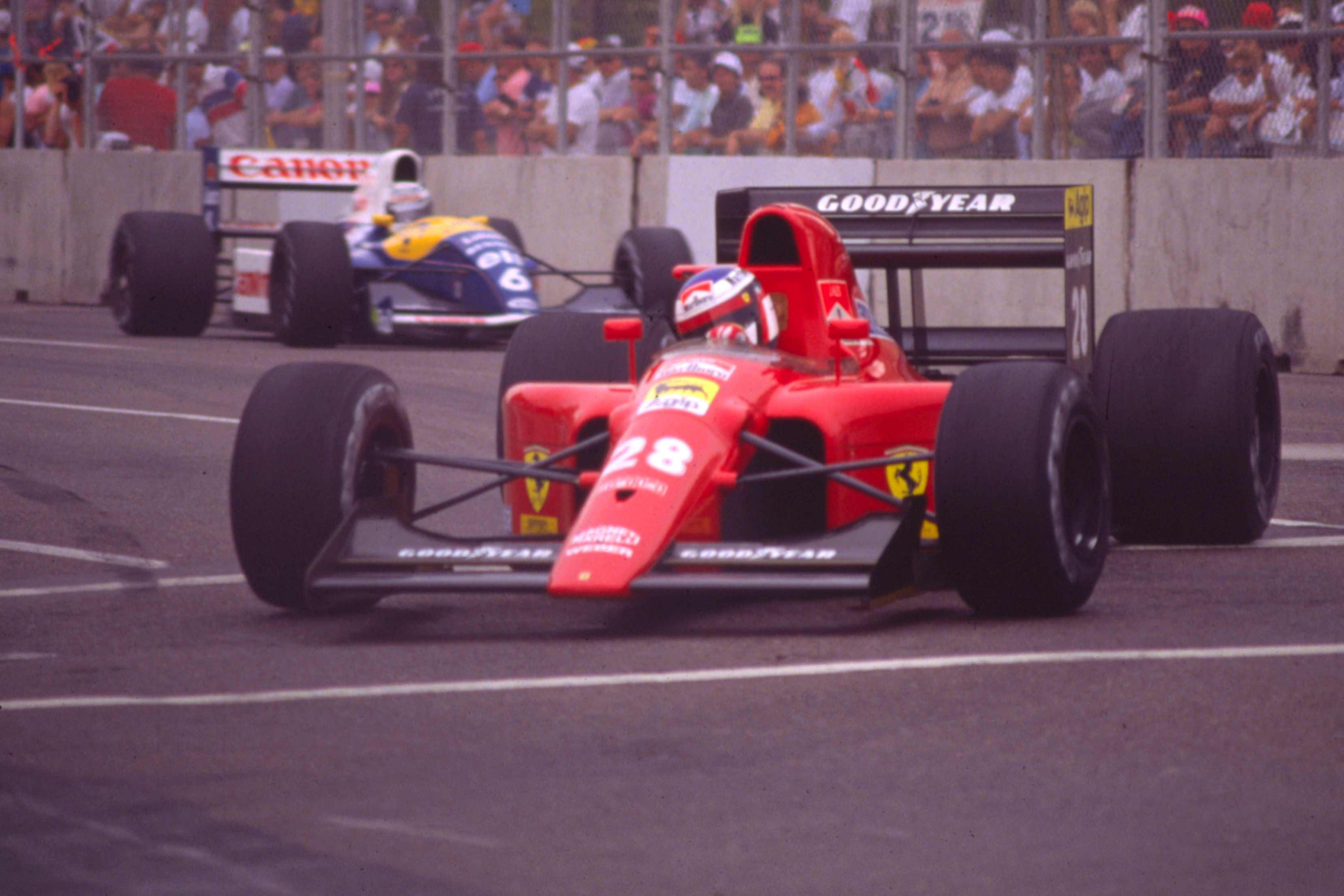
Jean Alesi beim US Grand Prix in Phoenix, Arizona (1991)

## Ergebnisse
| Fahrer               | Nr.                  | 1  | 2 | 3   | 4 | 5   | 6   | 7 | 8 | 9 | 10 | 11 | 12 | 13 | 14 | 15 | 16 | Punkte | Rang |
| -------------------- | -------------------- | -- | - | --- | - | --- | --- | - | - | - | -- | -- | -- | -- | -- | -- | -- | ------ | ---- |
| Formel-1-Saison 1991 | Formel-1-Saison 1991 |    |   |     |   |     |     |   |   |   |    |    |    |    |    |    |    | 16     | 4.   |
| A. Prost             | 27                   | 2  | 4 | DNS | 5 | DNF | DNF |   |   |   |    |    |    |    |    |    |    | 16     | 4.   |
| J. Alesi             | 28                   | 12 | 6 | DNF | 3 | DNF | DNF |   |   |   |    |    |    |    |    |    |    | 16     | 4.   |

| Legende  | Legende            | Legende                                                          |
| Farbe    | Abkürzung          | Bedeutung                                                        |
| -------- | ------------------ | ---------------------------------------------------------------- |
| Gold     | –                  | Sieg                                                             |
| Silber   | –                  | 2. Platz                                                         |
| Bronze   | –                  | 3. Platz                                                         |
| Grün     | –                  | Platzierung in den Punkten                                       |
| Blau     | –                  | Klassifiziert außerhalb der Punkteränge                          |
| Violett  | DNF                | Rennen nicht beendet (did not finish)                            |
| Violett  | NC                 | nicht klassifiziert (not classified)                             |
| Rot      | DNQ                | nicht qualifiziert (did not qualify)                             |
| Rot      | DNPQ               | in Vorqualifikation gescheitert (did not pre-qualify)            |
| Schwarz  | DSQ                | disqualifiziert (disqualified)                                   |
| Weiß     | DNS                | nicht am Start (did not start)                                   |
| Weiß     | WD                 | zurückgezogen (withdrawn)                                        |
| Hellblau | PO                 | nur am Training teilgenommen (practiced only)                    |
| Hellblau | TD                 | Freitags-Testfahrer (test driver)                                |
| ohne     | DNP                | nicht am Training teilgenommen (did not practice)                |
| ohne     | INJ                | verletzt oder krank (injured)                                    |
| ohne     | EX                 | ausgeschlossen (excluded)                                        |
| ohne     | DNA                | nicht erschienen (did not arrive)                                |
| ohne     | C                  | Rennen abgesagt (cancelled)                                      |
| ohne     | keine WM-Teilnahme |                                                                  |
| sonstige | P/fett             | Pole-Position                                                    |
| sonstige | 1/2/3/4/5/6/7/8    | Punktplatzierung im Sprint-/Qualifikationsrennen                 |
| sonstige | SR/kursiv          | Schnellste Rennrunde                                             |
| sonstige | *                  | nicht im Ziel, aufgrund der zurückgelegten Distanz aber gewertet |
| sonstige | ()                 | Streichresultate                                                 |
| sonstige | unterstrichen      | Führender in der Gesamtwertung                                   |